# Шенвреј ет Мороњ
Шенвреј ет Мороњ (фр. Chenevrey-et-Morogne) насеље је и општина у источној Француској у региону Франш-Конте, у департману Горња Саона која припада префектури Везул.
По подацима из 2011. године у општини је живело 274 становника, а густина насељености је износила 30,93 становника/km². Општина се простире на површини од 8,86 km². Налази се на средњој надморској висини од 203 метара (максималној 290 m, а минималној 197 m).

## Демографија
| 1962. | 1968. | 1975. | 1982. | 1990. | 1999. | 2011. |
| ----- | ----- | ----- | ----- | ----- | ----- | ----- |
| 161   | 167   | 154   | 170   | 168   | 183   | 274   |

График промене броја становника у току последњих година